# Non buttiamoci giù (film)
Non buttiamoci giù (A Long Way Down) è un film del 2014 diretto da Pascal Chaumeil, adattamento cinematografico dell'omonimo romanzo di Nick Hornby.
Gli interpreti principali del film sono Pierce Brosnan, Toni Collette, Aaron Paul e Imogen Poots.

## Trama
Martin Sharp sta contemplando il suicidio la notte di Capodanno sul tetto del Toppers Building, in alto sopra le strade di Londra. Viene interrotto da una donna, Maureen, che ha in mente lo stesso destino. Si offre timidamente di aspettare il suo turno, finché non si presentano anche altri due sconosciuti, una ragazza di nome Jess e un fattorino di pizza di nome JJ. Martin viene riconosciuto dagli altri, essendo stato un popolare personaggio televisivo prima di andare in prigione per una relazione con una ragazza che si è rivelata essere una studentessa delle superiori. Dopo aver discusso le cose, i quattro sconosciuti stringono un patto, giurando di aspettare almeno fino a San Valentino. prima di tentare nuovamente il suicidio. Maureen ha un figlio disabile che adora, ma ben poca vita oltre a quello. Jess è la figlia di un politico e la loro relazione è tesa. JJ è un americano che una volta suonava in una band, ma mentre i suoi tre nuovi conoscenti sono depressi suicidi, lui afferma di essere malato terminale di cancro. Per trarre profitto dalla sfortuna, Martin escogita un piano che li fa parlare di sé a Londra, sostenendo che il loro suicidio di massa è stato interrotto da una visione. Finiscono nel suo vecchio programma di chat televisivo, in cui l'ex co-conduttrice di Martin, Penny, fa sentire i suoi ospiti umiliati e ancora più depressi. I quattro vanno in vacanza per allontanarsi dall'attenzione di Londra. Godono della reciproca compagnia, finché non viene rivelato che l'affermazione di JJ sul cancro era una bugia e l'intervento di una giornalista di nome Kathy li separa. Dopo la vacanza, i quattro riprendono la loro vita. Quando il figlio di Maureen, Matty, soffre di un attacco di cuore, Jess e Martin fanno visita a Maureen in ospedale, ma J.J. non può essere contattato. Si rendono conto che è San Valentino e che il loro patto è finito. Tutti e quattro finiscono a Londra sullo stesso tetto con gli altri tre che persuadono J.J. fuori dal bordo con successo. Alla vigilia di Capodanno di quell'anno, si videochiamano. Martin si prende cura di sua figlia, Maureen si sta divertendo a una festa di Capodanno e J.J. e Jess hanno una relazione felice.

## Produzione
Ancora prima della pubblicazione del romanzo negli Stati Uniti, Johnny Depp ha acquistato i diritti per la realizzazione di un film.

## Distribuzione
Il film è stato presentato in anteprima mondiale il 10 febbraio 2014 nel corso della 64ª edizione del Festival internazionale del cinema di Berlino. È stato poi distribuito nelle sale britanniche e irlandesi il 21 marzo 2014 e in quelle italiane dal 20 marzo 2014.